# Ħal-Far

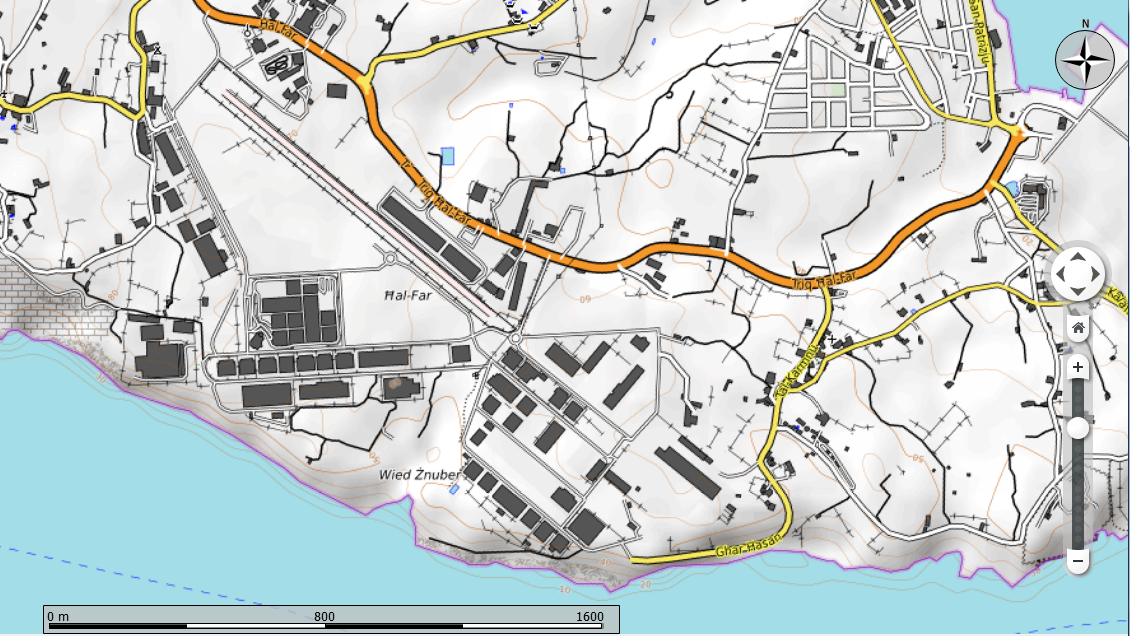
Lage von Ħal-Far

Die megalithischen Bauten von Ħal-Far wurden durch den Bau des kleinen Flughafens von Ħal-Far auf Malta zerstört. Die dokumentierten Baureste bestehen aus einem vollständigen Tempelraum aus Megalithen, wahrscheinlich in Form einer, von (einst drei) Apsiden und verschiedenen Megalithen in situ. Dokumentiert ist auch neolithische Keramik.
Ħal-Far ist zwischen Żurrieq und dem maltesischen Frei- und Ölhafen Birżebbuġa an der Marsaxlokk Bay in etwa 65 m über NN, am Rande der Globigerinen-Felsplatte Südmaltas gelegen, die hier in den unteren Korallenkalk der südwestlichen Steilküstenregion übergeht.
Der Kultplatz hat ein Einzugsgebiet, das durch seine topografische Lage am Südostrand Maltas in sich geschlossen wirkt. Die nächsten Verbindungen zu Plätzen der Tempelkultur bestanden nach Ħaġar Qim/Mnajdra, Borg in-Nadur und in Richtung Debdieba. Da es sich um den südöstlichsten Kultplatz Maltas in einem Gebiet mit Terra-rossa-Böden handelt, ist ein hohes Alter anzunehmen. Zwischen Ħal-Far und Bengħisa Point im äußersten Südosten liegen größere Flächen mit Terra-rossa- oder Mischböden.
Als Baustoffe waren sowohl der Globigerinen- als auch der Untere Korallenkalk abbaubar. Ein unmittelbarer Zugang zum Meer bestand über das einen Kilometer südöstlich gelegene Wied Znuber (Trockental) wo sich der Wied Znuber Dolmen befindet, oder das etwa einen Kilometer westliche Wied Maqbul.
Die etwa zwei Kilometer östlich, nahe der Küste gelegene Fundstelle "Għar in-Ngħag" ist eine Felshöhle, deren Funde bis in die Mgarr-Phase (3800–3500 v. Chr.) zurückreichen.
Heute befinden sich bei Ħal Far Gewerbe, Industrieanlagen und Fabriken (inklusive Playmobil FunPark), Wohngebiete und Flüchtlingslager für Bootsflüchtlinge (vorwiegend aus Ostafrika): Ein Zelt-Dorf für bis zu 600 Männer wurde 2012 durch ein Container-Dorf ersetzt; ein ehemaliges Gefängnis dient als Heim für Frauen und Familien; ein ehemaliger Flugzeug-Hangar (darin Zelte des Roten Kreuzes) dient als Schlafstatt für Hunderte Männer.